# Museu do Homem Americano
O Museu do Homem Americano é um museu localizado no município de São Raimundo Nonato, no estado do Piauí, onde está o Parque Nacional Serra da Capivara, um dos principais sítios arqueológicos do Brasil, pois lá existem cerca de 700 sítios arqueológicos com pinturas de até mais de 12 mil anos atrás.
Ele fica dentro da sede da FUMDHAM (Fundação Museu do Homem Americano), que é a responsável pelo museu e que foi criada a partir de uma cooperação entre cientistas  brasileiros e franceses que trabalham nessa região desde o ano de 1973. Ela é uma organização sem fins lucrativos, mas atua em parceria com os governos municipal, estadual e federal. Além disso, a FUMDHAM é uma sociedade civil e filantrópica.
No início de 2017 o Museu do Homem Americano também começou a ser responsável do comitê permanente de acompanhamento e gestão do Parque Nacional da Serra da Capivara, um modelo de gerenciamento compartilhado instituído pelo governo do estado do Piauí e o Ministério da Cultura do Brasil.
Esse sistema de administração compartilhada também integra o Instituto Chico Mendes de Conservação da Biodiversidade (ICMBio) e o Instituto do Patrimônio Histórico e Artístico Nacional (Iphan).
O acervo do local conta com diversas peças encontradas ao longo de mais de 40 anos de pesquisas e trabalhos arqueológicos dentro do parque. Atualizações regulares são realizadas, já que a qualquer momento, novas descobertas podem ser feitas.
Além das exposições, o museu conta com reservas técnicas, que guardam peças e materiais arqueológicos, paleontológicos, zoológicos, botânicos, junto com laboratórios.
O museu já recebeu o nome de Centro Cultural Sérgio Motta e está fortemente associado às pesquisas de Niède Guidon, que descobriu o local nos anos 70 e criou a Fundação Museu do Homem Americano na década seguinte para a "compreensão do bioma da região, a reconstituição do passado humano e sua adaptação ao meio, nas diferentes realidades ambientais pelas quais passou a região, desde a primeira ocupação." .

## Exposição permanente
O foco da exposição permanente, cujo acervo tem aproximadamente 90 peças, é a trajetória do ser humano, partindo de 100.000 anos atrás, no início da evolução dos hominídeos, e percorre todo o caminho até a chegada do colonizador europeu na América.
Ela traz elementos teóricos sobre como o continente americano foi povoado e sobre a evolução dos homens pré-históricos, entre os períodos do Pleistoceno e Holoceno, além de itens como urnas funerárias, objetos lapidados, desenhos, esqueletos, ossos e caracterização da fauna e flora da região no passado.
Ainda é possível conhecer mais informações sobre escavações do Boqueirão da Pedra Furada, conhecido como o sítio arqueológico mais antigo do continente americano.
Ao final da exposição, o visitante confere ossos genuínos, imagens e gravuras desenhadas nas paredes da reserva, além da descrição de uma pesquisa da vasta fauna que a região abrigava. A parte final do acervo abriga uma mostra da biodiversidade atual do Parque Nacional da Serra da Capivara.
Além da preservação dos achados arqueológicos e da exposição permanente, o local também estuda como se dá a interação entre o homem e o ambiente, indo desde a pré-história até os dias atuais.
Não só isso, o Museu é um importante centro de pesquisa científica sobre a morfologia dos crânios de antepassados, sendo um dos únicos centros arqueológicos do Brasil onde é possível fazer análises sobre a evolução desses ossos originários da época Holocena.